# Milena Knežević
Milena Raičević, nata Knežević (12 marzo 1990), è una pallamanista montenegrina ala destra del Budućnost Podgorica e della nazionale montenegrina.
Con la maglia della nazionale montenegrina ha vinto l'argento olimpico ai Giochi di Londra 2012.

## Palmarès

### Club
- EHF Champions League: 2

Budućnost Podgorica: 2011-2012, 2014-2015
- Coppa delle Coppe EHF: 1

Budućnost Podgorica: 2009-2010
- Campionato montenegrino: 13

Budućnost Podgorica: 2006-2007, 2007-2008, 2008-2009, 2009-2010, 2010-2011, 2011-2012, 2012-2013, 2013-2014, 2014-2015, 2015-2016, 2016-2017, 2017-2018, 2018-2019
- Coppa di Montenegro: 13

Budućnost Podgorica: 2006-2007, 2007-2008, 2008-2009, 2009-2010, 2010-2011, 2011-2012, 2012-2013, 2013-2014, 2014-2015, 2015-2016, 2016-2017, 2017-2018, 2018-2019

### Nazionale
- Argento olimpico: 1

Londra 2012
- Campionati europei: 1

Serbia 2012
- Giochi del Mediterraneo

 Bronzo: Pescara 2009

### Individuale
- Giocatrice dell'anno nei Balcani: 1

2013
- Giocatrice dell'anno in Montenegro: 1

2009, 2012